# Ivan Ivanov (sollevatore)
Ivan Ivanov Ivanov (in bulgaro Иван Иванов Иванов?; Šumen, 27 agosto 1971) è un ex sollevatore bulgaro, campione olimpico e mondiale e successivamente divenuto capo allenatore della squadra nazionale bulgara di sollevamento pesi.

## Carriera
Ha iniziato a praticare il sollevamento pesi nel 1984. È stato campione del mondo quattro volte (1989, 1990, 1991, 1993) e cinque volte campione europeo (1989, 1990, 1992, 1993, 1998).
Nel 1989 i Campionati mondiali ed i Campionati europei di sollevamento pesi si svolgevano in un'unica manifestazione, tenutasi ad Atene, pertanto Ivanov, vincendo nella categoria dei 52 kg., ottenne entrambi i titoli.
Ai Campionati europei del 1992 vinse la medaglia d'oro nei 56 kg., riuscendo in seguito a rientrare nella categoria inferiore dei 52 kg. in occasione dei Giochi Olimpici dello stesso anno, da lui poi vinti.
Nel 1993 ottenne le medaglie d'oro dei Campionati mondiali e dei Campionati europei nella nuova categoria dei 54 kg., che sostituiva quella dei 52 kg.
Nel 1998 vinse i Campionati europei nella categoria dei 56 kg., che sostituiva quella dei 54 kg.
L'apice della sua carriera è stato alle Olimpiadi di Barcellona 1992, durante le quali vinse la medaglia d'oro nei pesi mosca (fino a 52 kg.).
Ha partecipato anche alle Olimpiadi di Atlanta 1996 nella categoria fino a 54 kg. (pesi mosca), terminando al 6º posto.
Alle Olimpiadi di Sydney 2000, alla sua terza partecipazione ai Giochi Olimpici, raggiunse il 2º posto finale nella categoria fino a 56 kg., ma la sua medaglia d'argento gli fu revocata e venne squalificato essendo risultato positivo al controllo antidoping.
Inoltre, Ivanov ha vinto la medaglia d'argento ai Campionati mondiali del 1994 nei 54 kg. e la medaglia di bronzo ai Campionati mondiali del 1998 nei 56 kg.
Ai Campionati europei ha vinto anche la medaglia di bronzo nel 1991 nei 56 kg., la medaglia d'argento nel 1995 nei 54 kg., la medaglia di bronzo nel 1999 nei 56 kg. e la medaglia d'argento nel 2000 nei 56 kg.
Ha stabilito nel corso della sua carriera quattro record mondiali nei pesi mosca, di cui due nello slancio e due nel totale.